# Grzegorz Litwinienko
Grzegorz Robert Litwinienko – polski chemik, dr hab. nauk chemicznych, profesor Wydziału Chemii Uniwersytetu Warszawskiego.

## Życiorys
10 maja 2000 obronił pracę doktorską Badanie kinetyki autooksydacji tłuszczów i analogów lipidowych oraz inhibitującego wpływu wybranych antyoksydantów, 29 listopada 2006 habilitował się na podstawie pracy zatytułowanej Wpływ rozpuszczalnika na mechanizm działania antyoksydantów interwentywnych. 23 września 2017  uzyskał tytuł profesora nauk chemicznych.
Został zatrudniony na stanowisku profesora na Wydziale Chemii Uniwersytetu Warszawskiego.
Był prodziekanem Wydziału Chemii Uniwersytetu Warszawskiego.